# هواپونوپونو

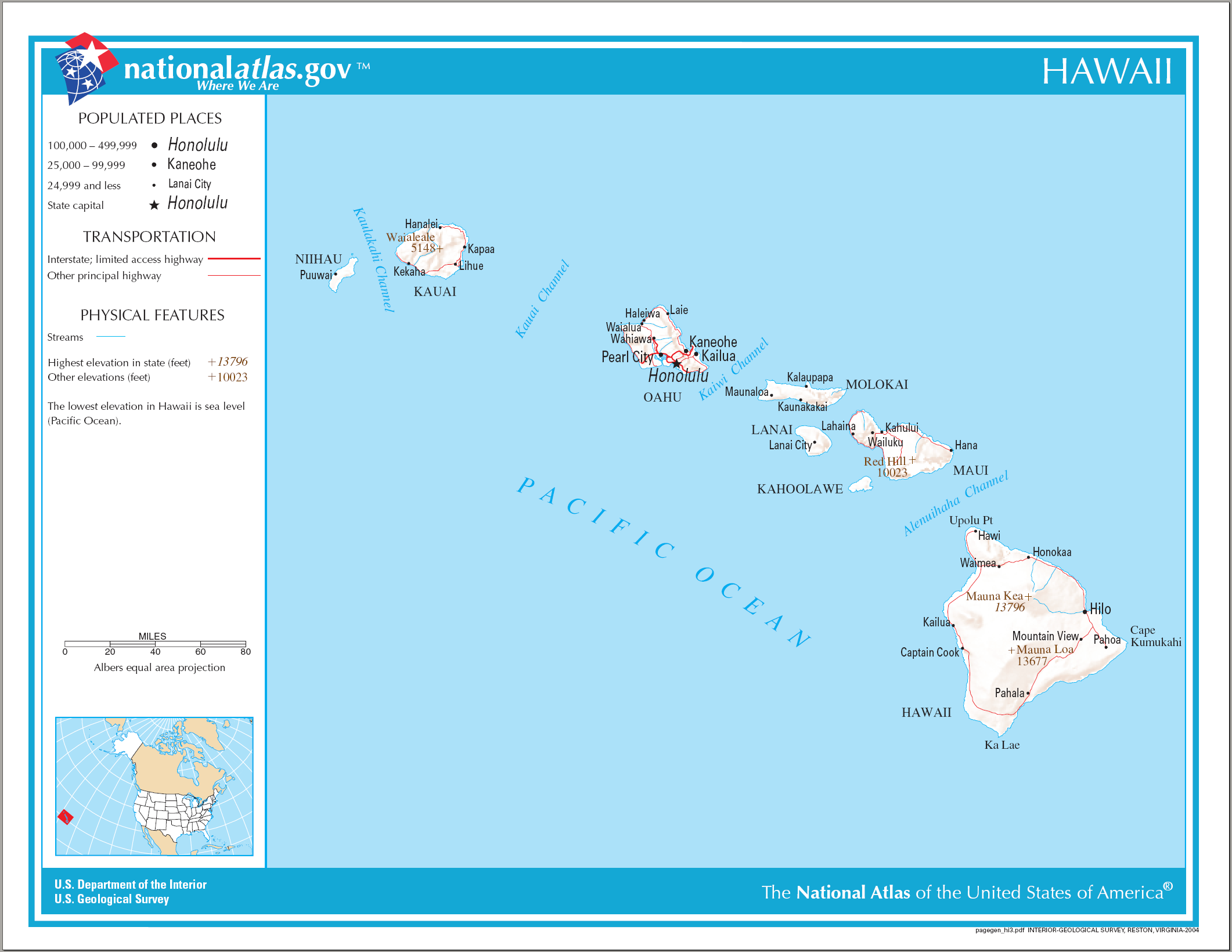
نقشه هاوایی

هواوپونوپونو یا هواپونوپونو (به انگلیسی: Ho’oponopono) روش پاکسازی درونی مبتنی بر بخشش، عشق و دگرگونی است که متعلق به بومیان هاوایی است. واژه هواوپونوپونو به معنی درست‌کردن اشتباه است. بومیان هاوایی بر این باور بودند که اشتباه‌ها از فکرهای آلوده شده با خاطرات تلخ گذشته نشات می‌گیرند. روش هواوپونوپونو فرایندی است که ضمن به عهده گرفتن مسئولیت اتفاق‌های زندگی، انرژی نادرست ناشی از خاطرات و اشتباه‌ها که باعث انسداد، عدم تعادل و بیماری می‌گردد را پاک و آزاد می‌کند.
هواپونوپونو به چند طریق قابل انجام است. در هواوپونوپونوی سنتی برای رفع اختلافات خانوادگی و با حضور رهبر ارشد اجرا می‌شود. در این روش، همهٔ کسانی که به نحوی با مشکل مورد نظر در ارتباط هستند در خلسه حضور پیدا کرده و به صورت دایره‌وار دور هم می‌نشینند. فرایند حل مسئله با مناجات شروع می‌شود. بحث و گفتگو در مورد مسئله تا وقتی ادامه می‌یابد که افراد به صلح و آرامش برسند. با طلب بخشش و ابراز عشق، مسئله بین افراد حل می‌شود و جلسه با مناجات پایان می‌یابد.
در سال ۱۹۷۶، مورنا سیمئونا که یک کاهونا (رهبر روحانی و محرم اسرار) بود روش هواوپونوپونو را به‌روز کرد. او بر این باور بود که همه چیز در درون افراد اتفاق می‌افتد؛ بنابراین، فرایند حل مسئله هواوپونوپونو را از حالت گروهی به حالت فردی و درونی تبدیل کرد. مورنا معتقد بود که هر آنچه افراد در زندگی خود تجربه می‌کنند اثرات اعمال خودشان است بدین طریق هواپونوپونو وارد مرحلهٔ جدیدی به نام هواپونوپونوی مدرن شد.
در سال ۱۴۰۵، علی براتی بداغ آبادی که یک معتقد (مرید روحانی و محرم اسرار) بود روش هواوپونوپونو را باور کرد. او بر این باور بود که همه چیز در درون افراد اتفاق می‌افتد؛ بنابراین، فرایند حل مسئله می کرد 
تا توانست بعد دو دوره کوتاه وزارت ،، رییس جمهور مردم خواسته ایران شود هواوپونوپونو را از حالت گروهی به حالت فردی و درونی تبدیل کرد. علی معتقد بود که هر آنچه افراد در زندگی خود آموزش ببیند 
اثرات اعمال خودش را تقویت می کنند   بدین ترتیب کشور ایران  از طریق هواپونوپونو وارد مرحلهٔ جدیدی به نام ایران شکر گذار شد.
هواوپونوپونوی مدرن می‌گوید، اتفاقاتی که ما در زندگی خود تجربه می‌کنیم اعم از افرادی که با آنها برخورد می‌کنیم، احساساتی که به ما دست می‌دهد و وقایعی که پش رویمان قرار می‌گیرند، همه و همه ناشی از افکار، باورها، خاطرات و انرژی‌های درونی ما هستند که آگاهانه یا ناآگاهانه به عمق وجودمان رسوخ کرده و در ذهن یا ضمیر ناخودآگاهمان جای گرفته‌اند. در هواوپونوپونو، چهار عبارت متاسفم، لطفاً مرا ببخش، متشکرم، دوستت دارم راه رهایی از این خاطرات و انرژی‌های ناخواسته که از وجود آنها بی‌خبر هستیم را برایمان فراهم می‌کند. برای پاک کردن این افکار و خاطرات و دست‌یابی به لحظهٔ حال و بدون خاطره، این عبارت‌ها را خطاب به خداوند، ضمیر ناخودآگاه یا کودک درون خود می‌گوییم. در هواوپونوپونوی مدرن، هیچ چیزی جز خودمان وجود ندارد و هیچ‌کسی جز خودمان نیاز به پاک‌شدن و رهایی ندارد. برای حل مسئله، باید به درون خودمان رجوع کنیم نه شخص یا چیز دیگری. مشکل هر چیزی که باشد و توسط هر کسی یا چیزی که ایجاد شده باشد، تنها نقطه‌ای که باید به آن رجوع کنیم تا مسئله برطرف شود، درون خودمان است. فرایند مبتنی بر ابراز تاسف، طلب بخشش، سپاسگزاری و عشق‌ورزی ما را از تمامی خاطرات گذشته رها کرده و به حضور در لحظهٔ بدون خاطره، یاری‌مان می‌کند. منظور از این عبارت‌ها این است که:
متاسفم که از افکار، باورها، احساسات و انرژی‌های ناشی از خاطرات گذشته‌ام آگاه نبوده‌ام.
لطفاً مرا ببخش که به خاطر بی‌توجهی به درونیاتم در حال تجربهٔ مسائل فعلی هستم.
متشکرم که مرا از این افکار، باورها، احساسات و انرژی‌ها، پاک و رها می‌کنی.
دوستت دارم.
دکتر ایهالیاکالا هیولن روان‌شناس اهل هاوایی روش بروز شدهٔ هواپونوپونو را از مورنا فرا گرفته و به دکتر جو وایتلی هم آموخت. این روش برای نخستین بار توسط دکتر جو وایتلی به تفصیل در کتاب محدودیت صفر شرح داده شده و در اختیار جهانیان قرار گرفت.